# Haywood megye (Tennessee)
Haywood megye az Amerikai Egyesült Államokban, azon belül Tennessee államban található. Megyeszékhelye és legnagyobb városa Brownsville. Lakosainak száma 17 864 fő (2020. április 1.). Haywood megye Crockett, Madison, Hardeman, Fayette, Lauderdale és Tipton megyékkel határos.

## Népesség
A megye népességének változása:
| Lakosok száma | 18 764 | 18 539 | 18 270 | 18 224 | 18 023 | 17 864 |
|               | 2010   | 2011   | 2012   | 2013   | 2015   | 2020   |